# Vanderbylia
Vanderbylia là một chi nấm thuộc họ Polyporaceae.